# ダウンタウンvsZ世代
『ダウンタウンvsZ世代 ヤバイ昭和 あり?なし?』（ダウンタウンブイエスゼットせだい ヤバイしょうわ あり?なし?）は、日本テレビ系列にて2022年8月13日から不定期で放送されているバラエティ番組で、ダウンタウンの冠番組である。

## 概要
ダウンタウンをメインとした「昭和世代」と1990年代後半以降生まれの「Z世代」と呼ばれる若者たちが、現在では考えられない、昭和時代の常識を収めたVTRを見てトークする特別番組。
2023年2月4日の19:00 - 21:54に第2弾を放送した。
提供クレジットは、通常の日本テレビで使用されているもの（白絨毯の上にカラー表示）ではなく、昭和時代に主に使用されていたブルーバックのクレジットを使用している。

## 出演者

### MC
- ダウンタウン（松本人志、浜田雅功）

### ナレーション
- 近藤サト

## 放送リスト
| 回 | 放送日         | 放送時間（JST）    | 出演者（五十音順）                                                         | 出演者（五十音順） | 出典・備考     |
| 回 | 放送日         | 放送時間（JST）    | 昭和世代代表                                                               | Z世代代表 | 出典・備考     |
| -- | -------------- | ------------------ | -------------------------------------------------------------------------- | --- | -------------- |
| 1  | 2022年 8月13日 | 土曜 19:00 - 21:54 | 伊集院光、川島明（麒麟）、 島崎和歌子、清水ミチコ、 古田新太、南野陽子     | あの、池田美優、 谷まりあ、都築拓紀（四千頭身）、 トラウデン都仁、濱田龍臣、 本田望結、森本慎太郎（SixTONES）、 矢吹奈子（当時HKT48）、ゆうちゃみ         |                |
| 2  | 2023年 2月4日  | 土曜 19:00 - 21:54 | 伊集院光、いとうあさこ、 金村義明、川島明（麒麟）、 島崎和歌子、生瀬勝久   | あの、あんり（ぼる塾）、 池田美優、岸優太（当時King & Prince）、 国本梨紗、渋谷凪咲（当時NMB48）、 トラウデン都仁、藤岡真威人、 三浦孝太、ゆうちゃみ      | [ 注 1 ]       |
| 3  | 2023年 8月12日 | 土曜 19:00 - 21:54 | 伊集院光、石原良純、 いとうあさこ、川島明（麒麟）、 島崎和歌子、観月ありさ | 荒川（エルフ）、安斉星来、 井桁弘恵、岡田結実、 国本梨紗、栗田航兵（OCTPATH）、 都築拓紀（四千頭身）、トラウデン都仁、 森本慎太郎（SixTONES）、ゆうちゃみ | [ 2 ] [ 注 1 ] |

## スタッフ
第3回（2023年8月12日放送分）
- 企画・総合演出：髙橋利之
- 演出：柳沢英俊
- 構成：石原健次、橋本大介、澤井直人 / 高須光聖
- TM：村上正（第3回）
- SW：米田博之
- CAM：伊藤孝浩
- 音声：伊藤義典
- VE：鬼頭知佐
- 照明：小笠原雅登
- 美術プロデューサー：三浦昭彦（第2回-）、高塚敏史
- デザイン：熊崎真知子、佐藤香穂里
- 編集：森田智之
- MA：佐渡吉志広（第2回-）
- 音効：高取謙
- TK：坂本幸子
- デスク：小林祐子
- CG：森三平
- リサーチ：羽柴千晶・齋藤譲・梶谷翔平（以上パンドラ）、利光宏治・横張晋司・仲間大輔（以上CRAFT LAB、仲間→第2回-）
- 技術協力：NiTRO、インターナショナル クリエイティブ、スタジオWELt
- ロケ技術：Plus02、藤田真悟（以上第2回-）
- 美術協力：日テレアート
- スタイリスト：高堂のりこ（第3回）
- メイク：TEES®️（第3回）
- ディレクター：林真央、田村優典、川崎未奈、森田俊介、佐々木圭、早川美緒 / 小野真歩、奥川斐葵、永田芽衣子、石井柊、倉田斎、伊藤彩恵花、桐島聖奈、福田花奈、河野寛之、体岡莉緒、神川達哉、五十嵐珠紀（石井→第1,3回、小野・倉田・伊藤→第2回-、田村・川崎・森田・早川・奥川・永田・桐島・福田・体岡・神川・五十嵐→第3回）
- チーフディレクター：蒲龍太郎、増田貴也、師岡靖成、鍋田拓朗（蒲・増田→共に第2回-、増田→第1回はディレクター）
- プロデューサー：上田崇博、輿石将大、竹下美佐、東條いづみ、柴田雅美、菅沼和美 / 今野舞紀、谷口心、斉藤陽子、鎌田有咲（谷口→第2回-、第1回はディレクター、菅沼・斉藤・鎌田→第3回）
- 統轄プロデューサー：河野雄平
- チーフプロデューサー：遠藤正累（第3回）
- 制作協力：Passion、日企、ZUSHIO（ZUSHIO→第3回）
- 製作著作：日本テレビ

### 過去のスタッフ
- TM：望月達史（第1,2回）
- 美術プロデューサー：牧野沙和（第1回）
- MA：丸山輝幸（第1回）
- リサーチ：小林のん（CRAFT LAB、第1回）
- アーカイブ：小倉徹、巻田昭宏（共に第1回）
- ロケ技術：株式会社獅子猿、株式会社スター照明（以上第2回）
- 協力：家田製菓株式会社（ぽんかふぇ）、新京成電鉄株式会社、アフロ、株式会社 懐古堂、ほのぼの館長、第一レジン工業株式会社（以上第1回）、駄菓子屋ゲーム博物館、中古タイヤ市場 相模原店（以上第2回）
- ディレクター：中尾光佐、原八仁 / 塚原舞、井上旭、川西瑛太、野田理紗子、渡辺晴喜、桑原善基、松本敢武（共に第1回）、吉田稔、築地敦史、掛田翔子、馬場まりや（共に第1,2回）、長谷川龍覇、山岸あゆ美、森奈津実、下村知輝（共に第2回）
- プロデューサー：上岡恵莉華（第1回）、仲田竜馬 / 後藤喬之、山口絵梨香（共に第1,2回）、竹内加奈子（第2回）
- チーフプロデューサー：松本京子（第1,2回）